# ケンタッキー州会議事堂

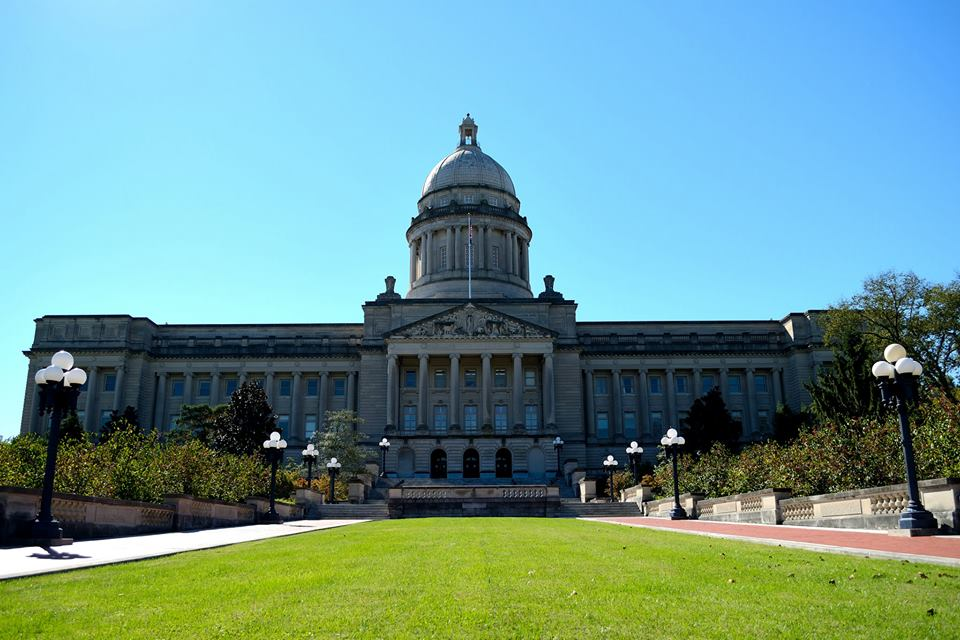
ケンタッキー州会議事堂

ケンタッキー州会議事堂（ケンタッキーしゅうかいぎじどう、Kentucky State Capitol）は、アメリカ合衆国ケンタッキー州の州都フランクフォートに立地する同州議会の議事堂。ケンタッキー州政府の立法・行政・司法の三権すべての中枢となっている。現在建っている庁舎は1910年に開館したもので、1792年にケンタッキー州が創設されてから4代目にあたる。この庁舎は1973年に国家歴史登録財に登録された。

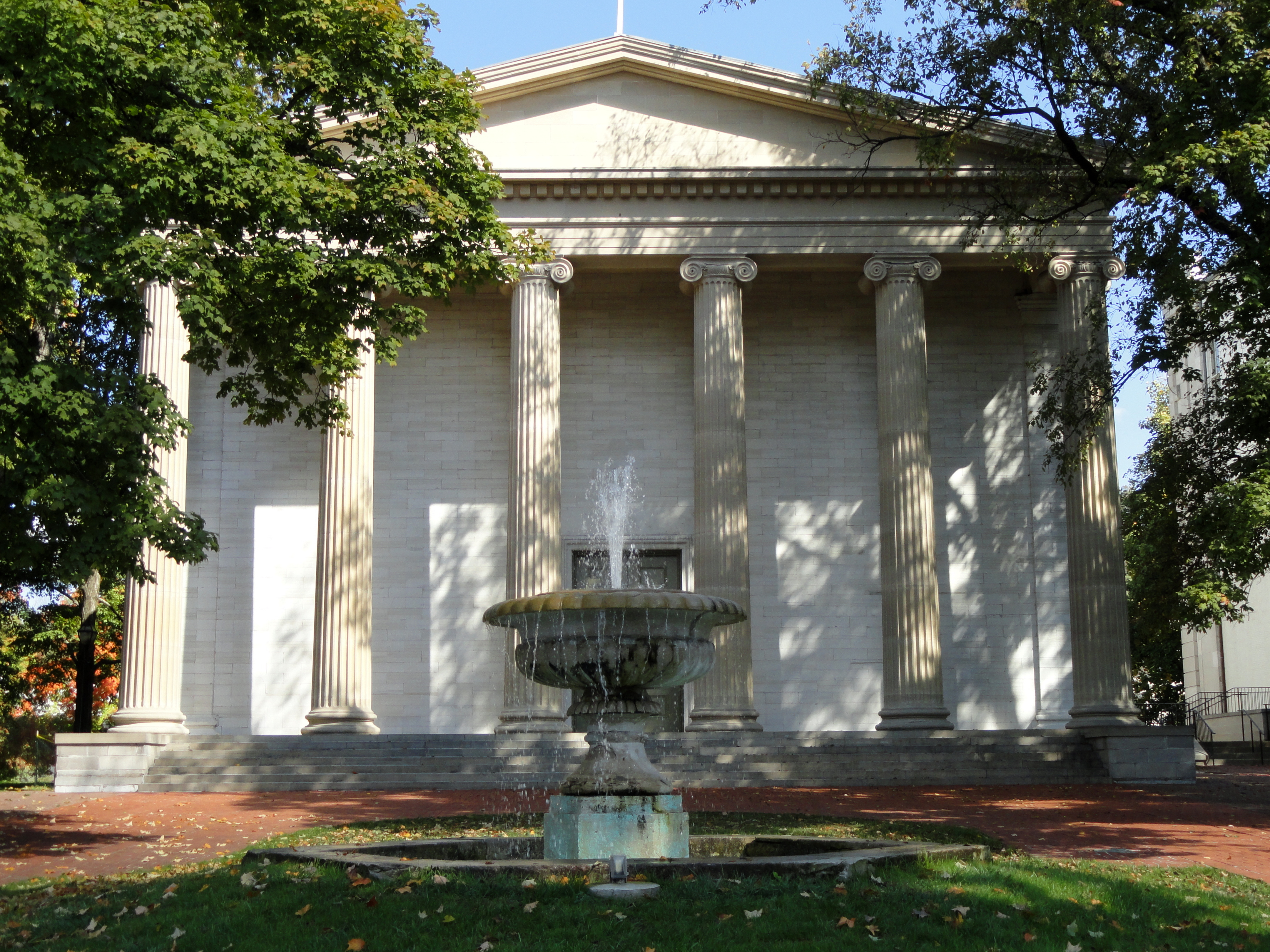
旧ケンタッキー州会議事堂

バージニア州から分割される形でケンタッキー州が創設された1792年から1830年まで、2つの庁舎が州会議事堂としての役割を果たしてきたが、そのいずれも全焼した。1830年に建てられた、今日では「旧州会議事堂」と呼ばれる3代目の庁舎は1910年まで使用された。大接戦となった1899年の州知事選の後、選出された民主党のウィリアム・ゴーベルは、1900年1月30日、就任式のために議事堂に向かう途中で暗殺者に狙撃され、致命傷を負い、その4日後、2年3日に死去した。やがてこの3代目の庁舎も手狭になり、新しい庁舎に建て替えられることになった。この3代目の庁舎はその後1971年に国家歴史登録財に登録され、また、現在ではケンタッキー歴史協会が運営する博物館になっている。
1904年、ケンタッキー州議会はフランクフォートを州都と定め、新しい州会議事堂の建設費用として100万ドルの予算を承認した。このボザール様式の庁舎はフランク・ミルズ・アンドリュースが設計したもので、ところどころにフランス風の内装設計が組み込まれていた。例えば、この庁舎の階段は、パリのオペラ座のもののレプリカであった。この庁舎は翌1905年8月14日に着工し、その4年後、1909年に完成、総工費は1,180,434ドル80セントであった。完成の翌年、1910年6月2日、この庁舎は開館した。
| ケンタッキー州議会の本会議場（左: 上院、右: 下院） |  | ケンタッキー州議会の本会議場（左: 上院、右: 下院） |
| ケンタッキー州議会の本会議場（左: 上院、右: 下院） |  |                                                    |

ケンタッキー州会議事堂の主要部分は3階建てである。1階には州知事室、州副知事室、州務長官室、および州司法長官室が置かれている。また、ロタンダにはその中央に立つエイブラハム・リンカーンをはじめ、著名なケンタッキー州出身者の像が立ち並んでいる。また、州史上顕著な功績のあった女性たちをたたえる、ケンタッキー女性殿堂も置かれている。2階は州最高裁判所をはじめ、主に司法機関で占められており、州法図書館などもその近くにある。3階にはケンタッキー州議会の上下両院の本会議場、および上下両院議長などいくつかの立法機関上位職の事務所が置かれている。議事堂には部分的にではあるが4階もあり、上下両院法会議場の傍聴席、および州立法府委員会のスタッフの事務所が置かれている。また、地下1階には事務官や保守作業員の事務所が置かれているほか、小規模な土産物屋や昼食カウンターがある。また、地下1階からは、州議会の委員会室や、議員室、カフェテリアが置かれている別館に通ずるトンネルもある。
議事堂は通常の営業時間帯には公開されており、地元住民はしばしば、モール・ウォーキングの感覚で大理石造の廊下で運動している。現在、正規の州の認証書を持たない者は、議事堂に立ち入る際に金属探知機を通らなければならない。議事堂とその敷地の安全はケンタッキー州警察の施設安全支局、および特別に配備された州兵によって守られている。